# Alfred Knobloch

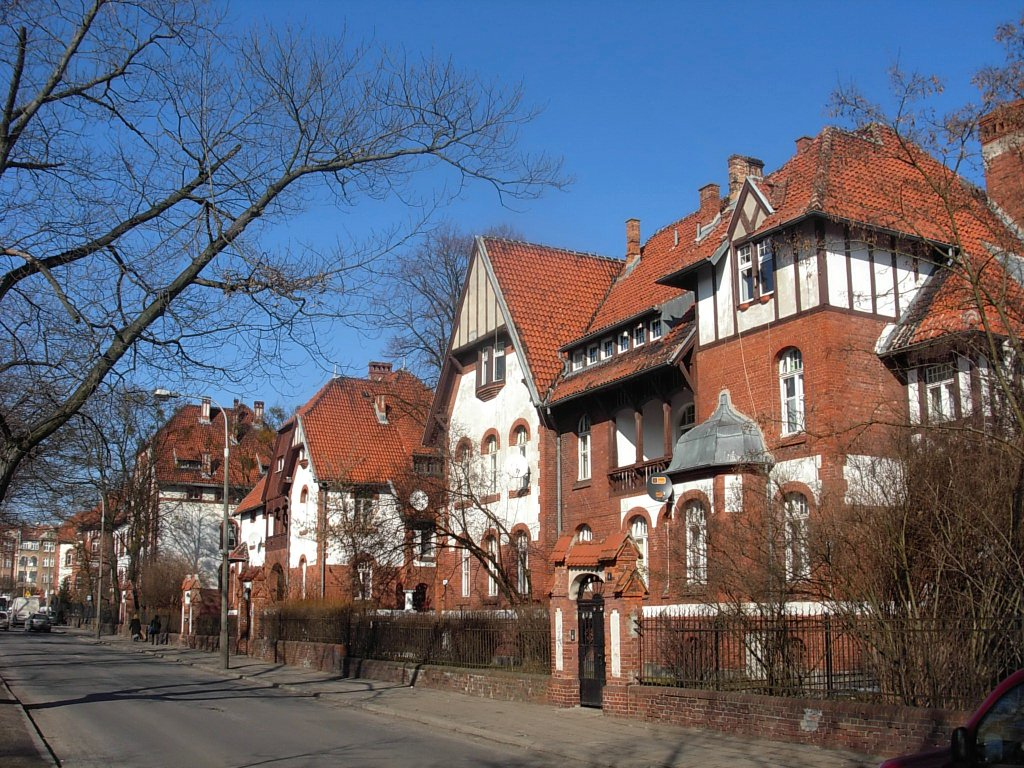
Budynki Instytutów Rolniczych im. cesarza Wilhelma przy al. Ossolińskich – instytut naukowy i szkoła wyższa zlokalizowana w Bydgoszczy za kadencji Alfreda Knoblocha

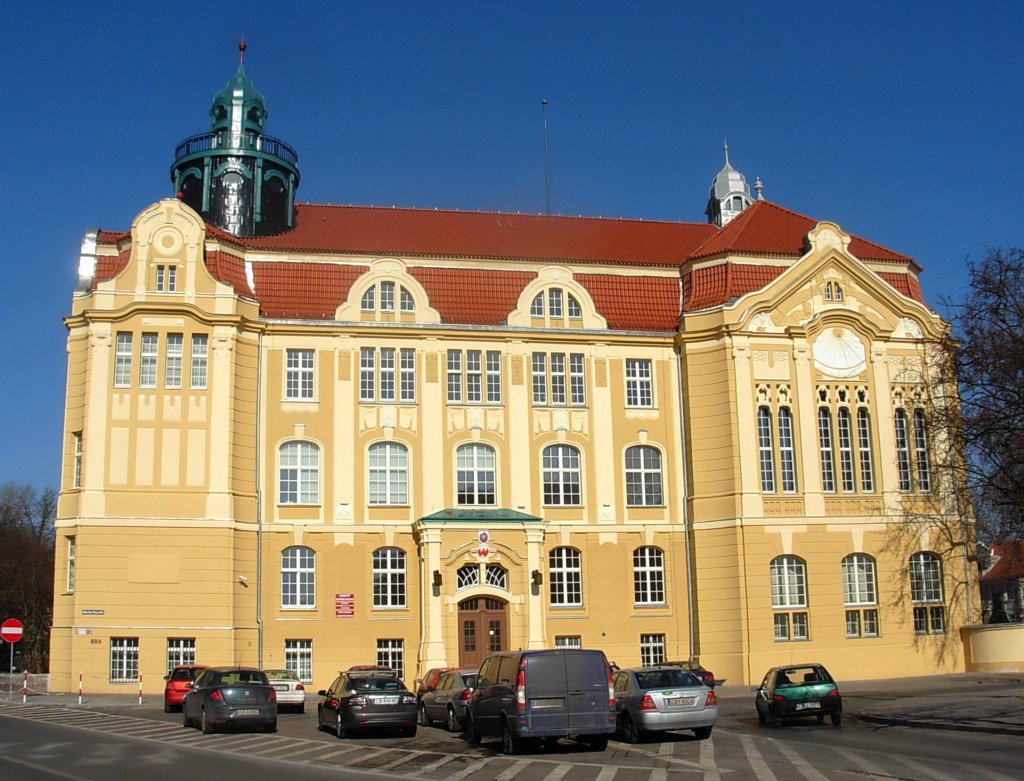
Budynek Miejskiej Szkoły Realnej zbudowany w latach 1905-1906

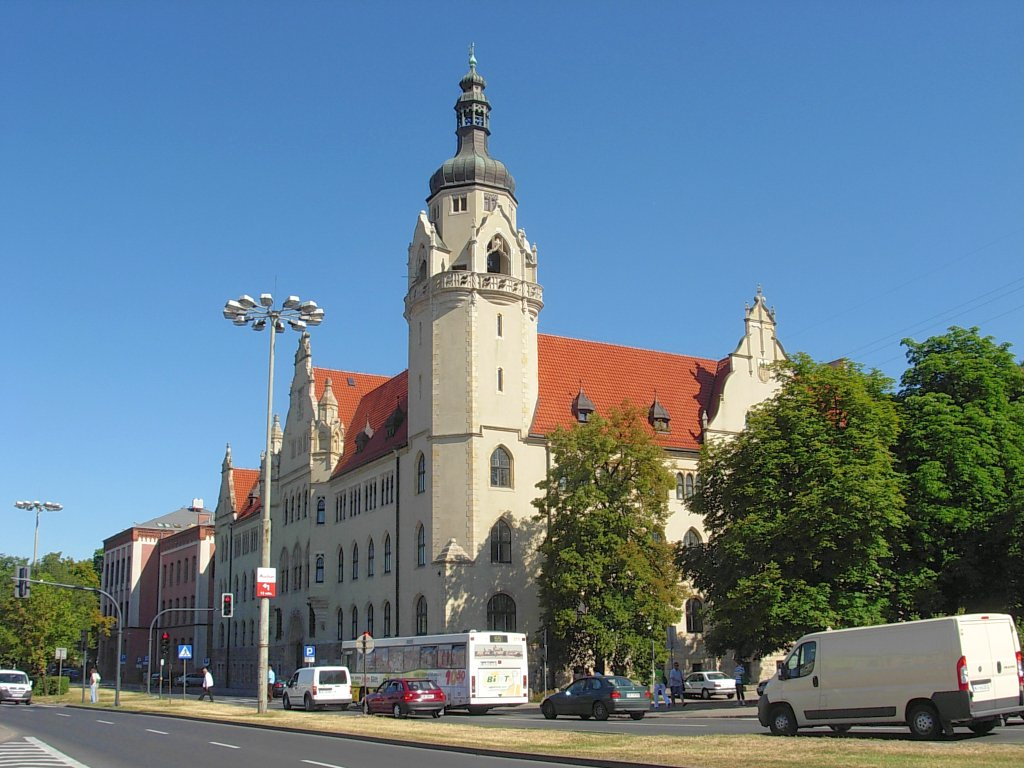
Gmach Sądu Okręgowego w Bydgoszczy wzniesiony w latach 1903-1906

Alfred Karl Ernst Knobloch (ur. 1859 w Wilhelmsfelde, zm. 1916 w Berlinie) – urzędnik Prowincjalnej Administracji Stanowej w Poznaniu (1890–1898), nadburmistrz Bydgoszczy (1899–1910).

## Życiorys
Urodził się 9 lutego 1859 r. w Wilhelmsfelde na Górnych Łużycach (dziś Saksonia). Był synem Wilhelma, mierniczego królewskiego, zatrudnionego przy wytyczaniu linii kolejowych i Idy z domu Witzthum von Eckstaedt. 
Uczył się w gimnazjum we Wrocławiu (1866–1873) i Dreźnie. Studiował prawo na uniwersytecie we Wrocławiu (1878–1881). 
Jako asesor (1887) pracował w sądach powiatowych m.in. w: Jeleniej Górze, Bystrzycy Kłodzkiej, Złotoryi i Kamiennej Górze. W 1890 r. przeniósł się do Poznania, gdzie został zatrudniony w Prowincjalnej Administracji Stanowej – organie administracji samorządowej. Zajmował się tam ubezpieczeniami od wypadków w rolnictwie. W 1892 r. otrzymał posadę radcy krajowego w urzędzie Prowincji Poznańskiej. Powierzono mu obowiązki zastępcy przewodniczącego zarządu Zakładu Ubezpieczeń Prowincji oraz zastępcy radcy kasowego – szefa Głównej Kasy Krajowej Prowincji. Z urzędu uczestniczył także w posiedzeniach Wydziału Prowincjalnego i Sejmu Prowincjalnego. Od 1900 r. był także członkiem Izby Panów parlamentu pruskiego. Zajmując tak wysokie stanowiska miał istotny wpływ na rozdział i finansowanie inwestycji związanych z szeroko rozumianym zagospodarowaniem ziem wschodnich Rzeszy Niemieckiej. Nadzorował wydatkowanie milionów marek przeznaczonych na rozwój prowincji.

### Poglądy polityczne
Alfred Knobloch pełniąc wysokie funkcje publiczne i polityczne (parlament) propagował ideę ściślejszego związania prowincji wschodnich z resztą Niemiec. Hołdował polityce germanizacji ziem polskich, realizowanej przez rozwój gospodarczy żywiołu niemieckiego, włączenie tych obszarów w międzynarodowy obrót handlowy oraz utworzenie stref turystycznych w górach i nad Bałtykiem. Idee „zdobycia” tych terenów dla Niemiec przeniósł także na grunt szkolnictwa. Opowiadał się za kształceniem dziewcząt w powołanych w tym celu szkołach średnich. Był zwolennikiem dodatków finansowych dla nauczycieli niemieckich, w związku z ich pobytem i pracą na Wschodzie. Za wymagające satysfakcji finansowej uznał trudności wynikające z konieczności funkcjonowania w obcym, przynajmniej dwujęzycznym obszarze, w którym Polacy tworzą wspólnotę wynikającą z tradycji, religii i języka, zaś Niemców obecnych dopiero od 120–130 lat dzieli religia, katolicka bądź ewangelicka. Twierdził, iż dystans w rozwoju terenów wschodnich i reszty państwa był skutkiem niedoinwestowania, a nawet traktowania zamieszkałych tu Niemców jako obywateli drugiej kategorii. Oczekiwał zatem protekcyjnej polityki państwa w odniesieniu do tych obszarów, zarówno w sprawach gospodarczych, jak i kulturalnych. Pozytywnie oceniał działalność Komisji Kolonizacyjnej w zakresie osadnictwa gospodarzy niemieckich. Za konieczne uznawał przyspieszenie tempa germanizacji przez napływ osób rekrutujących się z inteligencji i wielkiego kapitału, zdolnych pokierować dalszym rozwojem tych ziem.

### Nadburmistrz Bydgoszczy
W 1899 r. po śmierci nadburmistrza Hugo Braesickego, przedstawił swoją kandydaturę na stanowisko burmistrza Bydgoszczy. Rada Miejska na posiedzeniu 23 lutego 1899 r. wybrała go I burmistrzem. 17 kwietnia 1899 r. objął oficjalnie urząd burmistrza Bydgoszczy. Należał do najbardziej znaczących osobistości na tym stanowisku w pruskim okresie historii miasta.
Rządy Knoblocha były okresem niezwykle intensywnego rozwoju Bydgoszczy. Podjęcie wielu inwestycji umożliwiło wsparcie finansowe ze środków państwowych, o które skutecznie zabiegał. Miasto odnotowało rozwój przestrzenny i urbanistyczny. Wytyczono wiele nowych ulic, przy których stanęły nowoczesne na owe czasy budynki mieszkalne i gmachy państwowe. Jedną z jego zasług było wykupienie przez miasto terenów położonych na wschód od dotychczasowego Śródmieścia i urządzenie na tym terenie dzielnicy-ogrodu. Na terenie tym pobudowano m.in. budynek Szkoły Realnej oraz Instytut Rolniczy im. Cesarza Wilhelma, a także urządzono reprezentacyjne aleje: Mickiewicza i Ossolińskich. 
Wybudowano również liczne gmachy municypalne w innych częściach miasta, m.in. budynek Szkoły Przemysłu Artystycznego, a także wiele szkół ludowych.
Udanym przedsięwzięciem Knoblocha była rozbudowa sieci wodociągowo-kanalizacyjnej. Głównymi inwestycjami w tym zakresie były: stacja pomp w Lesie Gdańskim oraz wieża ciśnień na Wzgórzu Dąbrowskiego. Powstało także osiedle willowe dla urzędników w podmiejskiej gminie Bielawki. Knobloch zainteresował się również rozbudową portu drzewnego w Brdyujściu. Był członkiem delegacji władz miejskich, która w 1902 r. przybyła do Berlina, by zainteresować tą inwestycją kanclerza Bernharda von Büllowa.
Przeprowadził także reformę systemu opieki nad ubogimi. Dotychczasowe kompetencje Deputacji ds. Ubogich przejęły specjalne komisje działające w utworzonych na terenie miasta obwodach, lepiej zorientowane w faktycznych potrzebach w tym zakresie.
Alfred Knobloch prowadził także działania mające na celu wzmocnienie Bydgoszczy jako ośrodka kulturalnego i naukowego. Jego zasługą było sprowadzenie do miasta i powierzenie kierowania nowo utworzoną Biblioteką Miejską – prof. Georgowi Minde-Pouet. Jako burmistrz patronował również wielu organizacjom społeczno-kulturalnym w mieście.
Interesującą inicjatywą Knoblocha była próba utworzenia w Bydgoszczy uniwersytetu. Sprawie tej poświęcił specjalny memoriał adresowany do kanclerza Rzeszy Bernharda von Bülowa, 14 października 1901 r. Zamysł ten nie został jednak zrealizowany. Był to jeden z elementów dalekowzrocznego planu germanizacji miasta. Powołanie uniwersytetu sprzyjać miało napływowi inteligencji niemieckiej, która inspirowałaby rozwój niemieckiej kultury na tych ziemiach.
Niezależnie od gruntownej wiedzy prawno-administracyjnej oraz umiejętności organizatorskich Knobloch był obdarzony talentami artystycznymi i krasomówczymi. Jego siostra – malarka zamieszkała we Wrocławiu wykonała portret Knoblocha, który on w testamencie ofiarował miastu. Chętnie cytował z pamięci Szekspira i Goethego. Sam także próbował sił literackich pisując pod pseudonimem Beniamin Corda. Jego powieści Heimat i Gläserne Wände, podejmujące problem współistnienia dwóch narodowości, były czytane i dyskutowane w gronie bydgoskiej elity intelektualnej. Był także błyskotliwym mówcą, czemu zawdzięczał sukcesy w przekonywaniu członków rady miejskiej do swoich inicjatyw i pomysłów.
Knobloch pozostał na stanowisku nadburmistrza do końca swojej kadencji. Po jej upływie, złożył 30 grudnia 1909 r. wniosek o zwolnienie z urzędu. Opuścił Bydgoszcz i osiadł w Berlinie. W latach 1910–1912 był dyrektorem Związku Hanzeatyckiego. Od 1912 r. pracował jako obrońca w Sądzie Kameralnym i Krajowym. Zmarł 31 maja 1916 r. po krótkiej chorobie w jednym z berlińskich szpitali.
Był żonaty z Klarą z domu. Hoche. Miał troje dzieci: córkę i dwóch synów.